# Atemnus politus
Atemnus politus – gatunek zaleszczotka z rodziny Atemnidae. Rozprzestrzeniony w większej części krainy palearktycznej.

## Taksonomia
Gatunek ten opisany został po raz pierwszy w 1878 roku przez Eugène’a Simona pod nazwą Chelifer politus. Jako miejsce typowe wskazano Ad-Daję w Algierii. W 1884 roku Giovanni Canestrini przeniósł gatunek do rodzaju Atemnus.

## Morfologia
Zaleszczotek ten ma prosomę nakrytą karapaksem o zarysie prostokątnym i powierzchni całkiem gładkiej lub co najwyżej na przedzie lekko ziarenkowanej. Na karapaksie nie występuje cucullus. Dwie pary oczu umieszczone są w pobliżu przedniej krawędzi karapaksu. Niektóre tergity i sternity są przynajmniej częściowo podzielone. Szczękoczułki zwieńczone są szczypcami; ich palec ruchomy ma jeden lub dwa ząbki położone przedwierzchołkowo oraz szczecinkę galealną położoną subdystalnie. Nogogłaszczki zaopatrzone są w szczypce o palcach pozbawionych dodatkowego ząbkowania. Gruczoły jadowe obecne są w palcach nieruchomych, natomiast place ruchome są ich pozbawione. Wszystkie cztery pary odnóży krocznych pozbawione są kolców na biodrach. Czwarta para odnóży ma na szczecinkę dotykową umiejscowioną w pobliżu nasady stopy.

## Rozprzestrzenienie
Gatunek palearktyczny. W Europie znany jest z Hiszpanii, Francji, Niemiec, Szwajcarii, Austrii, Włoch (w tym z Sycylii), Polski, Czech, Słowacji, Węgier, Ukrainy, Rumunii, Bułgarii, Chorwacji, Macedonii Północnej i Grecji. Z terenu Azji podawany jest z Turcji, Syrii, Gruzji, Azerbejdżanu, Kazachstanu, Turkmenistanu, Uzbekistanu, Kirgistanu, Iranu, Afganistanu, Pakistanu, Indii, Nepalu, Bhutanu, Mongolii, Chin. W Afryce Północnej zasiedla Maroko, Algierię, Tunezję i Libię.